# Werner Weiß (Politiker, 1928)

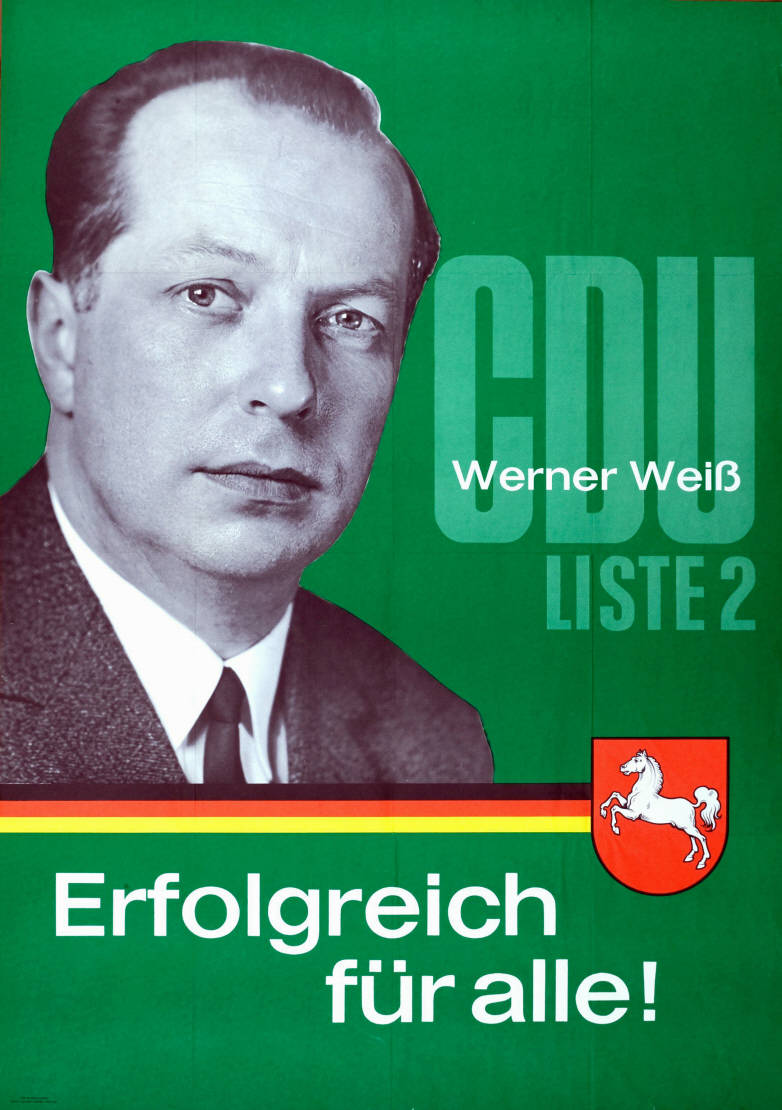
Kandidatenplakat zur Landtagswahl in Niedersachsen 1967

Werner Weiß (* 5. Oktober 1928 in Rodewisch; † 20. August 2019) war ein deutscher Politiker (CDU). Er war von 1967 bis 1990 Mitglied des Niedersächsischen Landtages.
Weiß besuchte nach der Volksschule die Mittelschule, an der er die Mittlere Reife machte. Von März 1944 bis März 1945 war er Marinehelfer bei der Marine-Flak auf den Inseln Norderney und Juist. Im Juli 1946 wurde er Mitglied der CDU. Anschließend absolvierte er eine kaufmännische Lehre in einem Revisions- und Treuhandbüro in Rodewisch und war danach als Verwaltungsangestellter bei den Landkreisen Auerbach und Klingenthal beschäftigt. Im Oktober 1953 gelang ihm die Flucht nach West-Berlin. Von 1954 bis 1956 war er kaufmännischer Angestellter im Großhandel in Hannover. Anschließend befand er sich bis 1959 im Vorbereitungsdienst für den gehobenen nichttechnischen Verwaltungsdienst im Geschäftsbereich des Bundesministers der Verteidigung. Danach war er Sachbearbeiter bei der Wehrbereichsverwaltung II in Hannover.
Weiß war stellvertretender Vorsitzender des CDU-Kreisverbandes Hannover-Stadt und Vorsitzender des Landesfachausschusses Innere Sicherheit der CDU in Niedersachsen. Später war er Mitglied im Bundesfachausschuss Innenpolitik. Von 1964 bis 1968 war Weiß Ratsherr der Landeshauptstadt Hannover. Von 1968 bis 1976 war er Mitglied der Verbandsversammlung Großraum Hannover. Von 1970 bis 1977 war er Vorsitzender des Aufsichtsrates der üstra AG. Am 6. Juni 1967 zog Weiß in den Niedersächsischen Landtag ein, dem er von der sechsten bis zur elften Wahlperiode, bis zum 20. Juni 1990, angehörte. In der gesamten Zeit gehörte er dem Ausschuss für innere Verwaltung an. Von 1978 bis 1982 war er Schriftführer des Niedersächsischen Landtages und von 1982 bis 1990 Vorsitzender des Ausschusses für öffentliches Dienstrecht. Weiß war seit 1983 Inhaber des Bundesverdienstkreuzes Erster Klasse.